# Phyle (Altes Ägypten)
Der griechische Begriff Phyle wird in der Ägyptologie für das altägyptische Wort z3 benutzt und bezeichnet eine bestimmte Anzahl von Personen, die für verschiedene Zwecke zu einer Arbeitseinheit zusammengefasst wurden.

## Hintergrund

### Altes Reich
Der Begriff z3 wurde im Alten Reich für die Organisation von Arbeiter- und Priestergruppen verwendet und bezeichnete ursprünglich eine Schiffswache. Fünf solcher Schiffswachen (eine für das Achterdeck und je zwei für Backbord und Steuerbord) bildeten eine Abteilung, die in zwei Unterabteilungen geteilt war. Bei größeren Personenmengen konnte eine Abteilung auch aus zehn oder zwanzig Phylen gebildet werden. Bereits in frühdynastischer Zeit wurden Palastarbeiter als Steuerbord-Wachen bezeichnet. In Totentempeln und Sonnenheiligtümern wechselten sich Priesterphylen jeden Kalendermonat ab und unterstanden einem obersten Leiter mit dem Titel mtj-n-z3 bzw. sḥḏ-z3 im Totendienst.

### Mittleres Reich
Aus den Lahunpapyri des Mittleren Reiches sind unter anderem Monatsabrechnungen der Phylen und des Phylenvorstehers belegt. Aus diesen Unterlagen geht hervor, dass beispielsweise die Phylen in den Totentempeln in vier Gruppen unterteilt waren, die jeweils nacheinander wechselnd einen Mondmonat lang ihren Dienst im entsprechenden Totentempel ausübten. Die Namen der Phylenvorsteher wechselten dagegen über das ganze Jahr monatlich. Es ist daher davon auszugehen, dass die Phylenvorsteher an verschiedenen Örtlichkeiten zum Einsatz kamen. Die Einteilung des Dienstplanes der Phylen und Phylenvorsteher fußte auf dem Sothis-Mondkalender und dem Verrechnungssystem des Tempeljahres.
Der erste Dienstantritt eines neuen Jahres fand immer im ersten Mondmonat nach dem heliakischen Frühaufgang von Sirius statt. Im Gegensatz zum Kalender des Tempeljahres startete der Verwaltungskalender zunächst symbolisch mit dem Neujahrsfest, das am ersten Tag des Monats Wepet-renpet begangen wurde. Die zweite feierliche Begehung des Neujahrs richtete sich wiederum nach dem Mondkalender des Tempeljahres und fiel als Sothis-Fest auf den zwölften und letzten Mondmonat beziehungsweise in Schaltjahren auf den dreizehnten Mondmonat des Jahres. Für die Einsatzpläne der Phylen und der Phylenvorsteher hatte somit der bürgerliche Verwaltungskalender des Normaljahres keine Bedeutung.

### Griechisch-römische Zeit
In der griechisch-römischen Zeit ordnete Ptolemaios III. im Zuge des Kanopus-Dekrets eine „zusätzliche fünfte Phyle“ für den Tempeldienst an und nahm damit Rückgriff auf das Alte Reich, wo ebenfalls bis zum Mittleren Reich in Fünfergruppen der Tempeldienst ausgeübt wurde. Nach dem Tod von Ptolemaios III. setzte die Priesterschaft das Kanopus-Dekret und somit auch die Erweiterung auf fünf Phylen wieder außer Kraft.